# Liste von Geistwesen im Voodoo
Liste von Geistwesen im Voodoo
Ein Loa ist ein Geist im Voodoo mit großer Macht und beinahe uneingeschränkten Möglichkeiten. Die Loa sollen in der Lage sein, denen, die sie verehren, fast jeden Wunsch zu erfüllen. 
Jedes hat einen bestimmten Aspekt, der in der kreolischen Sprache als Nachon (Nation) bezeichnet wird. Wohltätige Loa werden der Rada-Nachon, zerstörerische der Petro-Nachon und die mit Leben und Tod befassten der Ghede-Nachon zugerechnet. Bondyè ist der einzige Gott im Voodoo.
Bei vielen Loa entspricht das Symbol der Erscheinungsform. Die einzelnen Loa unterscheiden sich untereinander auch durch gegenständliche und bisweilen farbliche Symbolik, bevorzugte Opfergaben und individuelle Zuständigkeitsbereiche. Nicht für alle Loa sind sämtliche Kriterien gelistet, da im Voodoo keine normative Überlieferung oder verbindlich lehrende Hierarchie existiert. In diesen Fällen bleiben die betreffenden Tabellenplätze leer.

## Gottheiten des Voodoo
| Gott      | Zuständigkeit |
| --------- | --- |
| Bondye    | als einziger, weit entfernter, gütiger Gott Schöpfer und Herr aller Nachons und Loa im karibischen Voodoo. Er ist die Gottheit im neuweltlichen Voodoo.                                                                 |
| Mawu-Lisa | als einzige, weit entfernte, gütige Gottheit, Schöpferin und Herrin aller Nachons und Loa. Sie ist die zweigeschlechtliche Gottheit im afrikanischen Vodun. Mawu entspricht dem weiblichen, Lisa dem männlichen Aspekt. |

Die Gottheiten werden weder direkt angerufen noch mit Opfern bedacht, zwischen der materiellen und der jenseitigen Welt vermitteln die jeweils zuständigen Loa direkt.

## Bedeutende Loa
| Loa                     | Nachon                                                                  | Symbol                                                      | Farbe                                          | Opfer | Zuständigkeit |
| ----------------------- | ----------------------------------------------------------------------- | ----------------------------------------------------------- | ---------------------------------------------- | --- | --- |
| Adjasou                 | Rada                                                                    | hervorquellende Augen, mürrisches Auftreten                 |                                                | Cognac, Wermut, Rum                                                                                                  | lebt im Obstbaum Mombin |
| Agassou                 | Rada                                                                    | klauenartige Hände                                          |                                                | | Beschützer der Fon und Yoruba |
| Agau                    | Petro                                                                   | Donner, Beben                                               |                                                | | Erdbeben und Stürme |
| Agwe                    | Rada, Petro                                                             | Muschelschale                                               | Blau, Weiß, Meergrün, Braun                    | zwei weiße Schafe | Meer, Seefahrt |
| Ayida                   | Rada                                                                    | Regenbogen, Schlange                                        | Blau, Weiß                                     | Weiße Hühner, Eier, Reis, Milch, Baumwolle                                                                           | höchste wohltätige Loa neben Damballah; spezifisch zuständig für die Sexualität des Menschen                                                 |
| Ayizan                  | Rada                                                                    | Erdhügel mit Öl bespritzt, umgeben von Palmwedeln           | Weiß, Silber, Gold                             | Hähne; auch alkoholfreie Getränke                                                                                    | Schutzgeist der Märkte, öffentlichen Plätze, Türen und Barrieren (innerhalb der materiellen Welt); Initiation neuer Gläubiger                |
| Azacca                  | Ghede                                                                   | Tabakspfeife, Leinensack, Strohhut                          | Grün, Blau, Rot                                | weißer Rum und Maniokschnaps, bäuerliche Speisen: Gekochter Mais, ölgetränktes Brot, frittierte Innereien, Rohzucker | körperliche Arbeit, Liebe zu jungen Mädchen; auch Schutzgeist der Landbevölkerung und der Ernährung                                          |
| Bakulu                  | Petro                                                                   | Ketten                                                      |                                                | beliebiges Opfer zur Besänftigung des Loa; im Wald zu hinterlassen                                                   | böser Waldgeist; wird nicht angerufen |
| Bade                    | Rada, Petro                                                             |                                                             |                                                | | Wind |
| Badessy                 |                                                                         |                                                             |                                                | | Himmel (planetar) |
| Baron Samedi            | Ghede                                                                   | Grabkreuz                                                   | Violett                                        | Zigaretten und Rum                                                                                                   | Beschützer der Toten |
| Bosou Koblamin          | Petro                                                                   | dreifach gehörnter Kopf                                     |                                                | Schweine | Schutzgeist im Krieg, besonders nachts |
| Brise                   | Rada                                                                    | Eule                                                        |                                                | gefleckte Hennen | Beschützer der Hügel und Wälder, liebt Kinder                                                                                                |
| Congo                   | Petro                                                                   |                                                             |                                                | Mischgetränke und -speisen mit Piment; Kleidung                                                                      | gut aussehender, jedoch apathischer Loa |
| Congo Savanne           | Petro                                                                   |                                                             | Weiß                                           | | Kannibalismus; soll nicht angerufen werden                                                                                                   |
| Damballah               | Rada                                                                    | Schlange                                                    | Weiß                                           | Eier | höchster wohltätiger Loa neben Ayida |
| Dinclusin und Charlotte |                                                                         |                                                             |                                                | | Loa-Paar; gemeinsam Zuständigkeit für die genaue Ausführung von Ritualen und die Sprachen Haitis                                             |
| Erzulie                 | Rada als Erzulie Freda, Petro als Erzulie Dantor oder Erzulie Jan Petro | Herz, mit Schwert durchbohrt                                | Rosa im Rada, Goldgelb und Marineblau im Petro | Juwelen, Parfüm, süßer Kuchen, Liköre                                                                                | Romantische Liebe (im Rada), Schutz vor häuslicher Gewalt und Patronin von New Orleans (im Petro). Auch Schutzgeist der Homosexualität       |
| Filomez                 | Rada                                                                    | Besen                                                       | Hellblau, -grün, -gelb und Weiß                | Blumensträuße | Beseitigerin jeglichen Unglücks. Wird interreligiös mit der katholischen Heiligen Philomena von Rom gleichgesetzt und mit Wasser assoziiert. |
| Ghede                   |                                                                         |                                                             |                                                | | siehe Baron Samedi |
| Gran Boa                | Rada                                                                    |                                                             |                                                | verschiedene Speisen                                                                                                 | Beschützer des Wildes |
| Grande Ezili            |                                                                         | Spazierstock                                                |                                                | | |
| Gran Simba              | Petro                                                                   | golden gekrönte Schlange                                    | Kupferrot, Limonengrün                         | | Oberhaupt der Simbi (Wassergeister) |
| Ibo Lele                | Petro                                                                   |                                                             |                                                | verschiedene Speisen                                                                                                 | Unabhängiger, hasserfüllter, stolzer und ehrgeiziger Loa, dem nur alleine geopfert werden soll                                               |
| Jean Petro              | Petro                                                                   |                                                             |                                                | | höchster zerstörerischer Loa; wird mit dem Widerstand gegen die Sklaverei in Verbindung gebracht                                             |
| Kalfu                   | Petro                                                                   | Mond                                                        | Rot                                            | mit Schießpulver versetzter Rum                                                                                      | regelt den Zugang der Petro-Loa zur materiellen Welt                                                                                         |
| Krabinay                | Petro                                                                   |                                                             | Rot                                            | | eine Gruppe teuflischer, mutiger und zynischer Loa, aber auch Helfer in aussichtslosen Situationen                                           |
| Legba                   | Rada                                                                    | Spazierstock                                                | Rot, Grün, Rosa                                | Getreide und Genussmittel                                                                                            | öffnet den anderen Rada-Loa den Eingang zur materiellen Welt                                                                                 |
| Lemba                   |                                                                         | Eisenstange                                                 |                                                | | |
| Linglessu               | Petro                                                                   | verzerrte Stimme                                            |                                                | gesalzenes Ziegenfleisch (insbesondere Zungenspitze, Ohren, Vorderzähne und Schwanzspitze)                           | wird mit der Freimaurerei in Verbindung gebracht                                                                                             |
| Linto                   | Ghede                                                                   | kindisches Verhalten                                        |                                                | | Beschützer der Kinder |
| Loco                    | Rada                                                                    | Diener mit Tabakspfeife                                     |                                                | Baumrinde, lebende Blumen (durch Pflanzung zu opfern)                                                                | körperliche Gesundheit, Patron der Ärzte und Heiler, auch Schutzgeist der Wälder und Heilpflanzen                                            |
| Maman Brigitte          | Ghede                                                                   | weiße Frau mit roten Haaren in schwarzem Kleid              | Violett                                        | schwarze Hühner | Wächterin der Friedhöfe |
| Marasa                  | Petro                                                                   | als kleine Kinder verstorbene Zwillinge                     |                                                | beliebige Nahrungsmittel                                                                                             | Rächer für nicht gehaltene Versprechen |
| Marinette               | Petro                                                                   | Kreischeule                                                 | Rot                                            | schwarze Schweine und Ziegen, gepfählte Hähne                                                                        | Gewalttätigkeit aller Art; die am meisten gefürchtete Loa                                                                                    |
| Obatala                 | Rada, Petro                                                             | weiße Kleidung                                              | Weiß                                           | essbare Schnecken | vorgeburtliche Entwicklung von Kindern, positiv oder negativ. Im Glauben der Yoruba hingegen das höchste Geistwesen                          |
| Ogoun                   | Petro                                                                   | in die Erde gerammter Säbel                                 | Orange                                         | rote Schweine und Hähne; Rum                                                                                         | Krieg, politische Macht; Patron der Schmiede                                                                                                 |
| Simbi Andezo            | Rada im Süßwasser, Petro im Meerwasser                                  | Schlange                                                    | Grün                                           | Regenwasser, Schlangenhaut, Kerzen, Bänder                                                                           | dem Wasser zugeordneter Loa, der auch Hellsichtigkeit verleihen soll                                                                         |
| Siren und Whale         |                                                                         |                                                             |                                                | | stets gemeinsam verehrtes Paar von Loa, dem Meer verbunden, Aufgabe und Ort in der geistigen Welt innerhalb des Voodoo umstritten            |
| Sobo Kessou             | Rada                                                                    |                                                             | Weiß, Limonengrün                              | Lamm- und Ziegenfleisch                                                                                              | Loa der körperlichen Kraft; auch Schutzgeist gegen übernatürlich bedingte Krankheiten                                                        |
| Soybo                   | Petro                                                                   | polierte Steine                                             |                                                | | Loa der Blitze, auch Beschützer der Flaggen                                                                                                  |
| Taureau-trois-graines   | Petro                                                                   | Stier mit drei Hoden                                        |                                                | Gras | zerstörerische Wut; zugleich Schutzpatron der Stadt Jacmel im Südosten Haitis                                                                |
| Ti-Jean-Petro           | Petro                                                                   | Auftreten als einbeiniger, rotäugiger Mann oder als Skelett | Gelb                                           | | schwarze Magie |